# Amyda ornata
Amyda ornata es una especie de tortuga del género Amyda, perteneciente a la familia Trionychidae. Fue descrita científicamente por Gray en 1861.

## Distribución
Se encuentra en	Bangladés, Tailandia, Camboya, Birmania, Laos e India.